# June Mar Fajardo
June Mar Fajardo (Compostela, 17 novembre 1989) è un cestista filippino.

## Carriera
Con le Filippine ha disputato tre edizioni dei Campionati mondiali (2014, 2019, 2023) e due dei Campionati asiatici (2013, 2017).